# Coloma Lleal Galceran
Coloma Lleal Galceran (Ceuta, 1 d'abril de 1944) és una filòloga, poetessa i professora universitària catalana, sòcia de l'Associació d'Escriptors en Llengua Catalana.
Fou la tercera filla d'un marí mercant badaloní. Va néixer a Ceuta mentre la família es trobava en aquesta ciutat i als sis mesos de néixer es tornen a traslladar a Badalona. En finalitzar el batxillerat, entra a treballar en el despatx d'un taller mecànic, on comença a escriure els seus primers poemes, els quals llegeix a la seva germana Teresa. Estudià Filosofia i Lletres, principalment filologies romànica, hispànica i francesa. Esdevingué professora de llengua castellana d'aquesta universitat el 1970 i es doctorà el 1980 i poc després esdevé catedràtica de filologia.
En l'àmbit literari, guanyà l'englantina d'or als Jocs Florals celebrats a París el 1965 amb Plany a quatre veus. Al llarg dels anys ha anat publicant llibres de poesia: Poemes el 1967, Des dels sons el 1987, amb un pròleg del també poeta Joan Argenté, i Com si fos una elegia el 2001. Les seves obres han estat traduïdes al portuguès, al castellà, al francès i al rus. A més, algunes obres escollides també han sigut incloses en obres conjuntes o antologies de poesia catalana. Ha conreat, menys, la narrativa amb L'embat del vent: records d'una vida marinera, que guanyà l'11a edició del Premi Romà Planas de Memòria Popular l'any 2009.
Altrament, ha col·laborat amb artistes com el pintor Josep Uclés i Cifuentes i l'escultor Josep Maria Teixidó Camí. També col·labora en la revista sobre temàtica local badalonina Carrer dels Arbres.
Així mateix, ha escrit llibres de divulgació lingüística d'ensenyament del català com Joglar i Atzavara, i nombrosos articles i llibres científics sobre història de les llengües romàniques, i particularment les de la Península Ibèrica. Ha estat directora del projecte de diccionari de castellà del segle xv en la Corona d'Aragó (DiCCA XV).

## Obres
Poesia
- Poemes. Tarragona: Foc Nou, 1967
- Des dels sons. Badalona: Ajuntament de Badalona, 1987
- Com si fos una elegia. Badalona: Fet a Mà, 2001

Narrativa
- L'embat del vent. Records d'una vida marinera. Lleida: Pagès, 2009

Textos didàctics
- Joglar.  Barcelona: Barcanova, 1981.
- Atzavara. Barcelona: Barcanova, 1983.

Llibres científics
- La formación de las lenguas romances peninsulares.  Barcelona: Barcanova, 1990.
- El judezmo: el dialecto sefardí y su historia.  Barcelona: Universitat de Barcelona, 1992.
- Breu història de la llengua catalana.  Barcelona: Barcanova, 2003.

Articles científics
- «Onomástica comercial barcelonesa» a Revista española de lingüística, 1981.
- «El panfleto político» a Anuario de filología, 1982
- «Reflexiones a propósito de un probo decimonónico» a Anuario de estudios filológicos, 1990
- «El secretario, el nuncio y la difusión del latinismo en el siglo XV» a Lletres asturianes, 1995
- «Historia de la lengua e historia de la lengua literaria a la luz del catalán de los siglos XVI y XVII» a Epos, 2001
- «La "desaparición" del aragonés literario» a Iberoromania, 2005
- «Lematización automática y diccionarios electrónicos» a Oihenart, 2006
- «El diccionari del castellà del segle xv a la corona d'Aragó del GHCL de la Universitat de Barcelona» a Estudis Romànics, 2008
- «Enseñanza del español y diacronía a Estudios de lingüística, 2008
- «La "DICCA-XV" y el estudio de los procesos evolutivos a Revista de Historia de la Lengua Española, 2010
- «Aragonés y aragonesismos en el DiCCA-XV» a Alzet, 2011
- «Una fita en la història diatòpica del català» a Serra d'Or, 2015.